# José Luis Viejo
José Luis Viejo Gómez (né le 2 novembre 1949 à Azuqueca de Henares et mort le 16 novembre 2014) est un coureur cycliste espagnol, professionnel de 1971 à 1982. En 1976, il remporte une étape du Tour de France avec 22 minutes et 50 secondes d'avance sur le deuxième, soit le plus grand écart d'après guerre. 

## Biographie
En 1971, José Luis Viejo termine troisième du championnat du monde sur route amateurs à Mendrisio. La même année, il gagne le Tour de Tolède et le Tour de Navarre. L'année suivante, il remporte le classement général ainsi que deux étapes du Tour de Pologne. Il participe également aux Jeux olympiques de Munich, où il se classe 37e de la course sur route et 12e du contre-la-montre par équipes. 
De 1973 à 1982, Viejo est coureur professionnel. Durant ces années, il remporte plusieurs étapes, en particulier dans les grandes courses en Espagne. Il  participe à quatre reprises au Tour de France. En 1976, il s'adjuge la onzième étape entre Montgenèvre et Manosque, après une échappée en solitaire de plus de 160 kilomètres, avec un avantage record de 22 minutes et 50 secondes,. Cela fait de lui le vainqueur de l'étape avec le plus grand écart par rapport au deuxième, de l'histoire du Tour depuis la fin de la Seconde Guerre mondiale. Sa ville natale Azuqueca de Henares célèbre ce succès avec un feu d'artifice, enregistré par sa femme sur un magnétocassette pour qu'il puisse l'écouter à son retour. Il se classe également cinquième du Tour d'Espagne 1977.
Après sa retraite du cyclisme, Viejo, père de cinq enfants, a ouvert à Azuqueca de Henares, un magasin de sport, qui est devenu plus tard une agence de loterie. Il est mort en 2014 après une longue maladie. Peu de temps avant, à Azuqueca, une place est nommée en son honneur : la « Plaza de Jose Luis Viejo ». En 2015, une cyclo est créée en sa mémoire, la Marcha Cicloturista Homenaje a Jose Luis Viejo.

## Palmarès

### Palmarès amateur
- 1971
  - Tour de Tolède
  - Tour de Navarre
  -  Médaillé de bronze du championnat du monde sur route amateurs
  -  Médaillé de bronze de la course en ligne aux Jeux méditerranéens
- 1972
  - Memorial Valenciaga
  - Tour de Pologne :
    - Classement général
    - 4e et 5e étapes

  - 2e du GP Tell

### Palmarès professionnel
| - 1973 - 6ea étape du Tour du Portugal - 3e du Trofeo Elola - 1974 - 3e étape du Tour d'Andalousie - 5e étape du Tour d'Aragon - 2e du Tour d'Andalousie - 1975 - 3e étape du Tour des Asturies - 2e du Gran Premio Navarra - 1976 - 3eb étape du Tour des vallées minières - 2e et 6eb (contre-la-montre) étapes du Tour des Asturies - 11e étape du Tour de France - 2e du Tour du Levant - 2e du Tour des Asturies - 3e du championnat d'Espagne sur route - 1977 - 4e étape du Tour des Asturies - Trofeo Masferrer - 3e du Trophée Luis Puig - 5e du Tour d'Espagne | - 1978 - 1re étape de la Challenge Costa de Aza - 4ea étape de la Semaine catalane - 1re et 2e étapes du Tour du Pays basque - Trofeo Elola - 2e de la Challenge Costa del Azahar - 3e du Gran Premio Nuestra Señora de Oro - 10e de la Semaine catalane - 1979 - Trois Jours de Leganés - 1980 - Prologue de la Challenge Costa del Azahar - 5ea étape du Tour de Cantabrie - Clásica de Sabiñánigo - 3e étape du Tour des Asturies - 2e de la Challenge Costa del Azahar - 3e du Tour de Castille - 1981 - Challenge Costa del Azahar : - Classement général - Prologue et 1re étape - 3e du GP Pascuas |  |

## Résultats sur les grands tours

### Tour de France
4 participations
- 1973 : abandon (9e étape)
- 1975 : 25e
- 1976 : 31e, vainqueur de la 11e étape
- 1979 : abandon (12e étape)

### Tour d'Italie
1 participation
- 1977 : 13e

### Tour d'Espagne
8 participations
- 1973 : 33e
- 1974 : abandon (10eb étape)
- 1975 : abandon (19ea étape)
- 1977 : 5e
- 1978 : abandon (14e étape)
- 1979 : abandon (14e étape)
- 1980 : non-partant (18e étape)
- 1982 : abandon (8e étape)